# Laguna el Carrizal
Laguna el Carrizal är en ort i Mexiko.   Den ligger i kommunen Las Margaritas och delstaten Chiapas, i den sydöstra delen av landet, 900 km öster om huvudstaden Mexico City. Laguna el Carrizal ligger 851 meter över havet och antalet invånare är 125.
Terrängen runt Laguna el Carrizal är kuperad. Runt Laguna el Carrizal är det ganska tätbefolkat, med 54 invånare per kvadratkilometer. Närmaste större samhälle är Playa Azul, 4,2 km sydväst om Laguna el Carrizal. I omgivningarna runt Laguna el Carrizal växer huvudsakligen savannskog.